# Angeot
Angeot település Franciaországban, Territoire de Belfort megyében. Lakosainak száma 353 fő (2022. január 1.). Angeot Lachapelle-sous-Rougemont, Bellemagny, Eteimbes, Felon, Lagrange, Larivière, Saint-Germain-le-Châtelet és Vauthiermont községekkel határos.

## Népesség
A település népességének változása:
| Lakosok száma | 321  | 336  | 351  | 345  | 349  | 356  | 355  | 354  | 353  |
|               | 2013 | 2015 | 2016 | 2017 | 2018 | 2019 | 2020 | 2021 | 2022 |